# Piriquitos (distrito)
Piriquitos é um distrito do município brasileiro de Ponta Grossa, no Paraná.
De acordo com o Instituto Brasileiro de Geografia e Estatística (IBGE), sua população no ano de 2010 era de 886 habitantes.
Segundo dados do histórico político-administrativo o distrito de Piriquitos foi criado e anexado ao município de Ponta Grossa pela lei estadual nº 4556, de 13-03-1962.